# تشاهو غنو بايين (تازيان)
تشاهو غنو بایین (بالفارسية: چاه وگنو پایین) هي قرية تقع في إيران في قسم تازيان الريفي. يقدر عدد سكانها بـ 93 نسمة .